# Roderyck Asconeguy
Asconeguy  Díaz est un nom espagnol. Le premier nom de famille, en général paternel, est Asconeguy ; le second, en général maternel, souvent omis, est Díaz.
Roderyck Asconeguy Díaz, né le 20 juin 1990 à Trinidad, est un coureur cycliste uruguayen.

## Biographie
Roderyck Asconeguy naît à Trinidad dans le département de Flores. Il est le fils du champion cycliste José Asconeguy (es), vainqueur à trois reprises du Tour d'Uruguay. 
En 2010, il devient champion national du contre-la-montre dans la catégorie des espoirs. Les années suivantes, il brille dans des courses du calendrier local. Il s'impose notamment sur deux étapes de la Rutas de América en 2014, après avoir terminé deuxième de l'édition 2013. 
Lors de la saison 2021, il est sacré champion d'Uruguay sur route chez les élites. En 2022, il se distingue au niveau international en finissant deuxième de la course en ligne des Jeux sud-américains.

## Palmarès et résultats

### Palmarès par année
- 2010
  -  Champion d'Uruguay du contre-la-montre espoirs
- 2011
  - Vuelta a los Puentes del Santa Lucía
  - Doble Melo-Treinta y Tres :
    - Classement général
    - 1re étape
- 2013
  - 2e étape de la Doble Melo-Río Branco
  - 2eb étape de la Vuelta Ciclista Chaná (contre-la-montre)
  - 6e épreuve du Campeonato Invierno de Trinidad
  - Doble Melo-Treinta y Tres :
    - Classement général
    - 2e et 3e étapes

  - 2e de la Rutas de América
- 2014
  - Vuelta a Colonia
  - Vuelta de Flores :
    - Classement général
    - Prologue

  - 1re et 5ea étapes de la Rutas de América
  - 6e épreuve du Campeonato Invierno de Montevideo
- 2016
  - 2e de la Rutas de América
- 2017
  - 2e de la Vuelta a los Puentes del Santa Lucía
- 2018
  - 4e et 6e épreuves du Campeonato Invierno de Montevideo
  - 1re étape de la Doble Melo-Treinta y Tres
  - 2e de la Doble Melo-Treinta y Tres
- 2019
  - Clásica del Norte :
    - Classement général
    - 2e étape

  - Athens Twilight Criterium
  - 3e de la Vuelta a los Puentes del Santa Lucía
- 2021
  -  Champion d'Uruguay sur route
  - 1re étape de la Doble Melo-Treinta y Tres
  - 3e de la Doble Melo-Treinta y Tres
- 2022
  - 2ea et 2eb (contre-la-montre) étapes de la Doble Melo-Treinta y Tres
  - 2e du championnat d'Uruguay du contre-la-montre
  - 2e de la Clásica 1° de Mayo
  - 2e de la Doble Bragado
  -  Médaillé d'argent de la course en ligne aux Jeux sud-américains
  - 2e de la Vuelta a los Puentes del Santa Lucía
  - 3e de la Rutas de América
- 2023
  - Tour Náutico :
    - Classement général
    - 2e étape

  - 8e étape du Tour d'Uruguay
  - 6e épreuve du Campeonato Invierno de Montevideo
  - GP Urubici de Ciclismo
  - 2e du Tour d'Uruguay
  - 3e du championnat d'Uruguay du contre-la-montre
  - 3e de la Rutas de América
- 2024
  - 1re, 3e, 10e et 11e étapes du Tour d'Uruguay
  - 4e étape du Tour Riojano
  - 2e de la Rutas de América
  - 3e du Sunny King Criterium
- 2025
  - 7e étape (a) des Rutas de América
  - 3e du championnat d'Uruguay sur route

### Classements mondiaux
| Année                                 | 2010 | 2011 | 2012 | 2013 | 2014 | 2015 | 2016 | 2017 | 2018 | 2019  | 2020 | 2021 | 2022  | 2023 |
| ------------------------------------- | ---- | ---- | ---- | ---- | ---- | ---- | ---- | ---- | ---- | ----- | ---- | ---- | ----- | ---- |
| Classement mondial                    |      |      |      |      |      |      | nc   | nc   | nc   | 3018e | nc   | 906e | 1066e | 781e |
| UCI America Tour                      | 272e | nc   | nc   | nc   | nc   | nc   | nc   | nc   | nc   | 504e  | nc   | 112e | 124e  | 82e  |
|                                       |      |      |      |      |      |      |      |      |      |       |      |      |       |      |
| Légende : nc = non classéSource : UCI |      |      |      |      |      |      |      |      |      |       |      |      |       |      |